# 10143 Kamogawa
10143 Kamogawa هو كويكب، يقع ضمن حزام الكويكبات. اكتشف في 8 يناير 1994.

## روابط خارجية
- 10143 Kamogawa في قاعدة بيانات مختبر الدفع النفاث لأجرام النظام الشمسي الصغيرة

- الاكتشاف · مخطط المدار ·  العناصر المدارية · المعلمات المادية

- 10143 Kamogawa على موقع ويكي سكاي: DSS2, SDSS, GALEX, IRAS, Hydrogen α, X-Ray, Astrophoto, Sky Map, Articles and images